# Giải bóng đá hạng ba quốc gia Cộng hòa Síp 1999–2000
Giải bóng đá hạng ba quốc gia Cộng hòa Síp 1999–2000 là mùa giải thứ 29 của giải bóng đá hạng ba Cộng hòa Síp. THOI Lakatamia giành danh hiệu thứ 2.

## Thể thức thi đấu
Có 14 đội bóng tham gia Giải bóng đá hạng ba quốc gia Cộng hòa Síp 1999–2000. Tất cả các đội thi đấu với nhau hai lần, một ở sân nhà và một ở sân khách. Đội bóng nhiều điểm nhất vào cuối mùa giải sẽ là đội vô địch. Ba đội đầu bảng sẽ lên chơi ở Giải bóng đá hạng nhì quốc gia Cộng hòa Síp 1999–2000 và ba đội cuối bảng xuống chơi tại Giải bóng đá hạng tư quốc gia Cộng hòa Síp 1999–2000.
Tuy nhiên, vào mùa hè, sau khi giải kết thúc, Evagoras Paphos hợp nhất với APOP Paphos tạo thành AEP Paphos (AEP thay thế vị trí của APOP trong Giải bóng đá hạng nhất quốc gia Cộng hòa Síp 2000–01. Vì vậy, các trận playoff giữa 3 đội cuối bảng của Giải bóng đá hạng nhì quốc gia Cộng hòa Síp 1999–2000 và đội thứ tư của Giải bóng đá hạng ba quốc gia Cộng hòa Síp 1999–2000 được tổ chức để thêm một suất ở Giải bóng đá hạng nhì quốc gia Cộng hòa Síp 2000–01. Thêm vào đó, các trận playoff 3 đội cuối bảng của Giải bóng đá hạng ba quốc gia Cộng hòa Síp 1999–2000 và đội thứ tư của Giải bóng đá hạng tư quốc gia Cộng hòa Síp 1999–2000 được tổ chức để thêm một suất ở Giải bóng đá hạng ba quốc gia Cộng hòa Síp 2000–01.

### Hệ thống điểm
Các đội bóng nhận được 3 điểm cho một trận thắng, 1 điểm cho một trận hòa và 0 điểm cho một trận thua.

## Thay đổi so với mùa giải trước
Các đội bóng thăng hạng Giải bóng đá hạng nhì quốc gia Cộng hòa Síp 1999–2000
- Chalkanoras Idaliou
- Iraklis Gerolakkou
- APEP Pitsilia

Các đội bóng xuống hạng từ Giải bóng đá hạng nhì quốc gia Cộng hòa Síp 1998–99
- Rotsidis Mammari
- ASIL Lysi
- Akritas Chlorakas

Các đội bóng thăng hạng từ Giải bóng đá hạng tư quốc gia Cộng hòa Síp 1998–99
- ENTHOI Lakatamia
- Kinyras Empas
- Ellinismos Akakiou

Các đội bóng xuống hạng Giải bóng đá hạng tư quốc gia Cộng hòa Síp 1999–2000
- APEP Pelendriou
- ATE PEK Ergaton
- Elia Lythrodonta

## Bảng xếp hạng
| Vị thứ | Đội bóng                | St. | T. | H. | B. | BT. | BB. | HS. | Đ  | Ghi chú                                                                   |
| ------ | ----------------------- | --- | -- | -- | -- | --- | --- | --- | -- | ------------------------------------------------------------------------- |
| 1      | THOI Lakatamia          | 26  | 16 | 4  | 6  | 48  | 24  | 24  | 52 | Vô địch-Thăng hạng Giải bóng đá hạng nhì quốc gia Cộng hòa Síp 1999–2000. |
| 2      | Rotsidis Mammari        | 26  | 14 | 6  | 6  | 47  | 26  | 21  | 48 | Thăng hạng Giải bóng đá hạng nhì quốc gia Cộng hòa Síp 1999–2000.         |
| 3      | Kinyras Empas           | 26  | 14 | 5  | 7  | 50  | 29  | 21  | 47 | Thăng hạng Giải bóng đá hạng nhì quốc gia Cộng hòa Síp 1999–2000.         |
| 4      | ASIL Lysi               | 26  | 12 | 10 | 4  | 45  | 29  | 16  | 46 | Playoff Hạng nhì.                                                         |
| 5      | Enosis Kokkinotrimithia | 26  | 14 | 4  | 8  | 45  | 31  | 14  | 46 |                                                                           |
| 6      | SEK Agiou Athanasiou    | 26  | 11 | 6  | 9  | 46  | 39  | 7   | 39 |                                                                           |
| 7      | Ayia Napa               | 26  | 12 | 2  | 12 | 42  | 47  | -5  | 38 |                                                                           |
| 8      | Othellos Athienou       | 26  | 10 | 6  | 10 | 48  | 42  | 6   | 36 |                                                                           |
| 9      | Ethnikos Latsion FC     | 26  | 10 | 5  | 11 | 40  | 39  | 1   | 35 |                                                                           |
| 10     | Akritas Chlorakas       | 26  | 10 | 3  | 13 | 50  | 50  | 0   | 33 |                                                                           |
| 11     | Adonis Idaliou          | 26  | 8  | 7  | 11 | 42  | 52  | -10 | 31 |                                                                           |
| 12     | Achyronas Liopetriou    | 26  | 7  | 6  | 13 | 28  | 48  | -20 | 27 | Playoff Xuống hạng.                                                       |
| 13     | Ellinismos Akakiou      | 26  | 5  | 5  | 16 | 30  | 54  | -24 | 20 | Playoff Xuống hạng.                                                       |
| 14     | Doxa Paliometochou      | 26  | 3  | 3  | 20 | 26  | 77  | -51 | 61 | Playoff Xuống hạng.                                                       |

Hệ thống điểm: Thắng=3 điểm, Hòa=1 điểm, Thua=0 điểm
Luật xếp hạng: 1) Điểm, 2) Hiệu số, 3) Bàn thắng

1Doxa Paliometochou 6 points deducteH.

## Kết quả
| ↓Home / Away→ | ANP | DNA | AKR | ASL | ACR | DOX | ETL | ELN | ENK | THL | KIN | OTL | RTS | SEK |
| ------------- | --- | --- | --- | --- | --- | --- | --- | --- | --- | --- | --- | --- | --- | --- |
| Ayia Napa     |     | 3-0 | 1-0 | 0-3 | 3-1 | 1-0 | 2-1 | 2-2 | 3-0 | 6-1 | 3-2 | 4-2 | 1-0 | 0-2 |
| Adonis        | 1-3 |     | 2-4 | 1-1 | 4-2 | 6-1 | 2-1 | 2-6 | 3-2 | 2-3 | 2-2 | 0-1 | 2-2 | 1-1 |
| Akritas       | 4-2 | 2-3 |     | 6-2 | 2-1 | 9-0 | 3-1 | 4-1 | 2-0 | 0-1 | 0-2 | 3-5 | 2-1 | 3-1 |
| ASIL          | 3-1 | 1-0 | 2-2 |     | 5-0 | 2-0 | 0-0 | 1-0 | 2-1 | 2-2 | 1-1 | 2-1 | 3-0 | 2-2 |
| Achyronas     | 0-0 | 4-1 | 2-0 | 0-1 |     | 3-2 | 2-0 | 3-1 | 0-0 | 0-0 | 1-0 | 0-0 | 1-2 | 2-1 |
| Doxa          | 2-4 | 1-2 | 6-2 | 1-4 | 4-1 |     | 2-3 | 0-1 | 0-3 | 0-2 | 1-0 | 1-1 | 0-1 | 1-3 |
| Ethnikos      | 5-0 | 1-1 | 3-0 | 2-2 | 2-0 | 4-1 |     | 2-1 | 2-1 | 1-0 | 0-2 | 1-0 | 3-0 | 1-2 |
| Ellinismos    | 2-1 | 0-1 | 0-0 | 2-0 | 2-2 | 1-1 | 3-3 |     | 1-4 | 1-2 | 1-2 | 2-1 | 1-5 | 1-2 |
| Enosis        | 3-1 | 1-0 | 3-0 | 1-0 | 2-0 | 2-2 | 1-1 | 3-0 |     | 1-0 | 2-0 | 3-0 | 3-2 | 1-1 |
| THOI          | 2-0 | 4-0 | 2-0 | 0-0 | 3-0 | 1-0 | 3-0 | 3-0 | 3-0 |     | 2-0 | 3-0 | 2-2 | 2-3 |
| Kinyras       | 2-0 | 1-0 | 1-0 | 1-1 | 6-0 | 7-0 | 2-0 | 3-1 | 4-1 | 3-2 |     | 5-3 | 1-2 | 1-0 |
| Othellos      | 4-0 | 3-3 | 2-1 | 1-1 | 2-2 | 5-0 | 3-1 | 4-0 | 2-0 | 0-2 | 4-0 |     | 0-3 | 1-1 |
| Rotsidis      | 2-0 | 0-0 | 1-1 | 2-0 | 3-1 | 6-0 | 3-0 | 2-0 | 0-1 | 3-2 | 1-1 | 2-0 |     | 1-0 |
| SEK           | 3-1 | 2-3 | 5-0 | 2-4 | 2-0 | 3-0 | 3-2 | 1-0 | 2-6 | 0-1 | 1-1 | 2-3 | 1-1 |     |

- Trận đấu Ahironas Liopetriou-Ethnikos Latsion với phần thắng dành cho Ahironas Liopetriou với tỉ số 2-0 bởi lý do kiến nghị của câu lạc bộ vì Ethnikos Latsion đã đưa vào sân một cầu thủ không hợp lệ. Kết quả ban đầu là 1-1.

## Playoff Xuống hạng
Bảng xếp hạng
| Vị thứ | Đội bóng             | St. | T. | H. | B. | BT. | BB. | HS. | Đ  | Ghi chú                                                        |
| ------ | -------------------- | --- | -- | -- | -- | --- | --- | --- | -- | -------------------------------------------------------------- |
| 1      | AMEP Parekklisia     | 6   | 4  | 1  | 1  | 18  | 8   | 10  | 13 | Giải bóng đá hạng ba quốc gia Cộng hòa Síp 2001–02.            |
| 2      | Doxa Paliometochou   | 6   | 2  | 1  | 3  | 13  | 15  | -2  | 7  | Xuống hạng Giải bóng đá hạng tư quốc gia Cộng hòa Síp 2001–02. |
| 3      | Ellinismos Akakiou   | 6   | 2  | 1  | 3  | 9   | 17  | -8  | 7  | Xuống hạng Giải bóng đá hạng tư quốc gia Cộng hòa Síp 2001–02. |
| 4      | Achyronas Liopetriou | 6   | 1  | 3  | 2  | 11  | 11  | 0   | 6  | Xuống hạng Giải bóng đá hạng tư quốc gia Cộng hòa Síp 2001–02. |

Hệ thống điểm: Thắng=3 điểm, Hòa=1 điểm, Thua=0 điểm
Luật xếp hạng: 1) Điểm, 2) Hiệu số, 3) Bàn thắng

Kết quả
| ↓Home / Away→ | AMP | ACH | DXP | ELN |
| ------------- | --- | --- | --- | --- |
| AMEP          |     | 3-3 | 6-2 | 4-0 |
| Achyronas     | 1-2 |     | 4-2 | 2-2 |
| Doxa          | 0-2 | 0-0 |     | 4-1 |
| Ellinismos    | 2-1 | 2-1 | 2-5 |     |